# شاوية (العراق)
شاوية منطقة عراقية وفيضة في أرض سهلة في منخفض السلمان شمال شرق قضاء السلمان بمحافظة المثنى بصحراء الحجرة بالبادية العراقية جنوب العراق، في طريق السلمان بصية البادئ من السلمان غرباً إلى الشاوية ثم فيضة الرفاعية إلى بصية شرقاً، ذُكر في كتاب (التحليل المكاني للمحميات الطبيعية) المنشور سنة 2021 أن الشاوية اُتخذت محمية طبيعية مساحتها 500 هكتار، طولها تقريباً كيلومتران وعرضها كيلومتر واحد، في أرض أقصى ارتفاعها 260 متراً وأخفضها 256 متراً فوق سطح البحر، يتكون سطح المنخفض من رواسب غرينية وطينية تحملها سيول الأمطار التي تهبط من تلال مرتفعة من ثلاث جهات، فصارت الشاوية مجمعاً لماء المطر في مواسم هطوله ومُستقرّاً لطيور محلية ومهاجرة وحيوانات برية شتى، وأهم نباتاتها السدر البري الذي أحسن ما يُتخذ طعاماً للنحل، وفي هذا المنخفض محطة مراعي الشاوية، عملُها تكثير النباتات الطبيعية كنبات الرغل حفظاً للأصول النباتية، وصارت بذلك أيضاً مقصداً سياحياً لمُحبّي البادية موسمياً. وفيها نباتات متنوعة مهمة للرعي وآبار سائغة للشرب.
| الموقع           | البعد كيلومتراً |
| ظهر نقرة السلمان | 9              |
| السلمان          | 40             |
| القليب           | 35             |

| طيور         | نباتات  | لبائن       | زواحف                  |
| عصفور الدوري | سدر بري | ذئب         | أفاعي                  |
| حمام بري     | عاقول   | أرنب بري    | سحلية                  |
| قبرة موجه    | طرفة    | قنفذ صحراوي | ضب مصري مهدد بالانقراض |